# Leo Freisinger
Leonhard Freisinger, detto Leo (7 febbraio 1916 – 29 agosto 1985), è stato un pattinatore di velocità su ghiaccio statunitense.

## Palmarès

### Olimpiadi invernali
- Bronzo a Garmisch-Partenkirchen 1936 nei 500 metri.